# Vladimír Bouška
Vladimír Bouška (11. dubna 1933 Horusice u Veselí nad Lužnicí – 24. července 2000 Praha) byl český mineralog, gemolog, geochemik a pedagog.

## Životopis
Vladimír Bouška se narodil 11. dubna 1933 v Horusicích, části města Veselí nad Lužnicí. Základní a střední školu studoval v Soběslavi. V roce 1955 úspěšně absolvoval Geologicko-geografickou fakultu Univerzity Karlovy v Praze, dnes Přírodovědeckou fakultu.
Již během studií se stal asistentem na katedře mineralogie, geochemie a krystalografie. V letech 1964 a 1965 pracoval jako hostující profesor na univerzitě v Santiago de Cuba. Dále přednášel na univerzitách v Oviedu, Vídni, Moskvě a na Pensylvánské státní univerzitě. V roce 1969 se habilitoval a o pět let později založil samostatný obor geochemie. V roce 1979 získal titul doktor věd a v roce 1990 byl jmenován profesorem geochemie.
Zprvu studoval nerosty a horniny u Soběslavi, nerosty pegmatitů z Písecka, Soběslavi a Rudolfova u Českých Budějovic, sedimenty terciéru jihočeských pánví a nerosty vznikající v současnosti na rašeliništích. Jeho zájmy se časem rozšířily a jeho hlavní doménou výzkumu se staly metamiktní nerosty, geochemie uhlí a moldavity.
Dále studoval stopové prvky v černém uhlí a v doprovodných sedimentech ze svrchního karbonu středočeské, vnitrosudetské a hornoslezské pánve, v hnědém uhlí z terciéru severočeské a sokolovské pánve. Vypracoval se mezi vážené odborníky přírodních skel. Studoval tektity v tehdejší SSSR a na požádání amerických institucí posuzoval možnost výskytu přírodních skel na Marsu.
Napsal řadu popularizačních článků, publikací a několik knih.
Byl členem Mineralogical Society of America a dalších zahraničních vědeckých společností. Rovněž zastával vedoucí funkce v Československé společnosti pro mineralogii a geologii. Je po něm pojmenovaný vzácný minerál zvaný Bouškait z Březových hor.
Vladimír Bouška zemřel 24. července 2000 ve věku 67 let.